# Miki Koyama

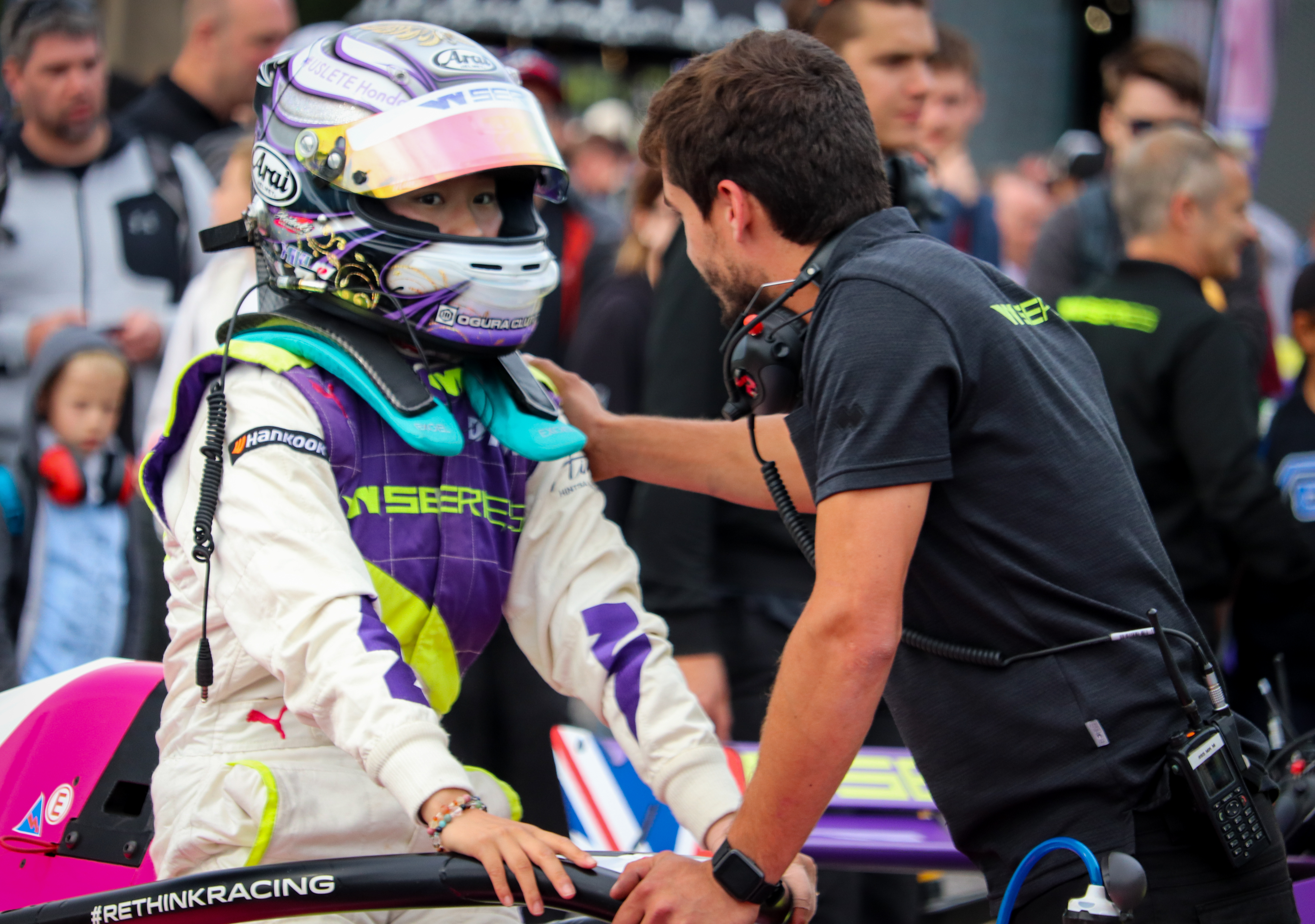
Miki Koyama 2019 beim W-Series-Rennen in Brands Hatch

Miki Koyama (japanisch 小山 美姫 Koyama Miki; * 5. September 1997 in Yokohama) ist eine japanische Automobilrennfahrerin.

## Karriere
Miki Koyama fing 2003 im Kartsport ihre Motorsportkarriere an.
Danach wechselte sie in den Formelsport und startete von 2015 bis 2019 in der Japanischen Formel-4-Meisterschaft. Ihre beste Saison beendete sie 2018 mit dem 15. Rang in der Gesamtwertung.
2019 und 2021 nahm sie an der W Series teil und erzielte 2019 den siebten Platz und 2021 den 14. Platz in der Gesamtwertung. Im folgenden Jahr trat sie in der W Series Esports League an, die statt der abgesagten W Series 2020 durchgeführt wurde. In dieser Simracing-Rennserie belegte sie am Ende den 19. Platz.
2019 und 2020 ging sie mit Tatuus T-318 einem in der F3 Asian Championship an den Start. Ihr bestes Ergebnis in der Rennserie erreichte sie 2019 mit dem 13. Rang im Gesamtklassement.
Parallel dazu startete sie 2020 mit einem Dome F111/3 in zwei Rennen der Japanischen Formel-Regionalmeisterschaft.
In der Saison 2021 fährt Koyama mit dem Team B-Max Engineering in der Japanischen Super Formula Lights, der Nachfolgerennserie der Japanischen Formel-3-Meisterschaft.

## Statistik

### Einzelergebnisse in der W Series
| Jahr | 1   | 2   | 3   | 4   | 5   | 6   | 7   | 8   | Punkte | Rang |
| ---- | --- | --- | --- | --- | --- | --- | --- | --- | ------ | ---- |
| 2019 | HOC | ZOL | MIS | NOR | ASS | BRA |     |     | 30     | 7.   |
| 2019 | 7   | 8   | 4   | 6   | DNF | 20  |     |     | 30     | 7.   |
| 2021 | RBR | RBR | SIL | BUD | SPA | ZAN | AUS | AUS | 14     | 14.  |
| 2021 | 5   | 18  | DNF | 12  | 9   | 10  | 10  | 12  | 14     | 14.  |